# Nordamerikanische Union

Gebiet einer potentiellen North American Union

Die Nordamerikanische Union (engl. North American Union, abgekürzt NAU) ist eine theoretische wirtschaftliche, in manchen Überlegungen auch politische Union bestehend aus Kanada, den Vereinigten Staaten und Mexiko.
Obwohl das Konzept der Union in den letzten Jahrzehnten wiederholt von Politik, Wirtschaft und Wissenschaft diskutiert und erwogen wurde, sind keine konkreten Pläne zu ihrer Umsetzung bekannt.